# Tico-tico-do-campo
O tico-tico-do-campo[a] (nome científico: Ammodramus humeralis) é uma ave passareiforme da família dos passerelídeos (Passerellidae), endêmica da América do Sul que nidifica no solo e habita os campos de baixa altitude.

## Etimologia
Ammodramus humeralis é uma das nove espécies do gênero Ammodramus, um nome criado a partir da junção das palavras gregas ámmos (άμμος), que significa "areia", e drómos (δρόμος), que significa "estrada, caminho ou rua". O epíteto específico humeralis significa "dos ombros" e derivou do latim umerus, "ombro".

## Sistemática e taxonomia
O tico-tico-do-campo foi descrito por Louis Augustin Guillaume Bosc em 1792. Originalmente fez parte do gênero Myospiza ao lado do tico-tico-cigarra (A. aurifrons), mas estudos mais recentes os reclassificaram em Ammodramus. Estudos genéticos indicam que o gênero Ammodramus, da forma como está concebido, é polifilético. A espécie-tipo do gênero é o tico-tico-gafanhoto (A. savannarum), que, por sua vez, é irmã de duas espécies de Myospiza. Isso não causa implicações na classificação das espécies da América do Sul. Atualmente são reconhecidas quatro subespécies do tico-tico-do-campo:
- Ammodramus humeralis humeralis (Bosc, 1792) - ocorre na Colômbia e Venezuela (exceto na península de La Guajira) e do leste das Guianas ao leste do Brasil (sul do estado do Paraná);
- Ammodramus humeralis pallidulus (Wetmore, 1949) - ocorre no norte da Colômbia, na península de La Guajira, e noroeste da Venezuela;
- Ammodramus humeralis xanthornus (Darwin, 1839) - ocorre no centro e sudeste do Peru (El Sira e Pampas del Heath), nordeste da Bolívia através do centro-sul do Brasil até o Paraguai e Uruguai e o centro da Argentina (Rio Negro);
- Ammodramus humeralis tarijensis (Bond & Meyer de Schauensee, 1939) - ocorre do sudeste da Bolívia na região de Santa Cruz e Tarija.

## Descrição
O tico-tico-do-campo não apresenta dimorfismo sexual. Mede cerca de 13 centímetros e pesa de 13 a 19 gramas. Tem cauda curta e marrom e cabeça grande com bico de tamanho médio, pernas relativamente longas e pés grandes. Suas asas são curtas, com as penas primárias totalmente escondidas pelas terciárias. Se distingue do tico-tico-cigarra por ter bico mais curto, faixa da coroa mediana pálida, amarelo na face restrito à área supraloral e padrão mais variado nas coberturas das asas e terciárias. O juvenil é semelhante ao adulto, mas a plumagem é mais pálida e opaca, o padrão facial é menos marcante tendendo à falta de amarelo na área loral e tem faixa peitoral de listras estreitas. As subespécies variam marginalmente em tamanho, mais distintamente na escuridão da plumagem: A. h. xanthornus é mais escuro que a nominal, tem bordas castanhas nas partes superiores e amarelo mais profundo e extenso acima dos olhos; A. h. tarijensis é maior, semelhante em plumagem ao anterior, mas mais marrom em cima e mais castanho em baixo; A. h. pallidulus é mais claro e menos fortemente listrado nas partes superiores do que a nominal.
A subespécie nominal tem padrão de cabeça distinto, com coroa marrom com faixa central branca bem definida e limpa, face marrom-acinzentada com loros claros, mancha amarela perceptível na área supraloral continuando como supercílio cinza-claro. A faixa pós-ocular marrom-escura alarga-se à medida que atinge o lado do pescoço. A nuca e pescoço posterior são cinzas com estrias estreitas enferrujadas, dorso cinza e marrom quente com estrias mais escuras e garupa sem estrias marrom claro. A asa superior é marrom, as coberteiras superiores têm centros largos e enegrecidos e pontas claras (criando duas barras alares indistintas), as internas têm bordas canela, as externas são cinzas ou marrom-acinzentadas, as marginais são amarelo brilhante (mostrando como área amarela na curva da asa em ave empoleirada) e as terciárias são pretas com franjas brancas, que se tornam mais largas e canela em direção às bases. A garganta é esbranquiçada, o peito e flancos são castanho-amarelados, às vezes com listras obscuras nos flancos traseiros. As demais porções inferiores são esbranquiçadas. A íris é escura, o bico varia de cinza-azulado a rosado, o cúlmen é escuro e as pernas são rosa opacas.

## Distribuição e habitat
O tico-tico-do-campo gradualmente vem aumentando sua distribuição espacial no Brasil devido ao desmatamento das florestas nativas, principalmente na região amazônica, onde já há registros em alguns locais da Amazônia Legal (Amapá, Roraima, e áreas campestres isoladas do leste do rio Tapajós até o Maranhão), assim como em todos os países da América do Sul, com exceção de Chile e Equador. No momento já há registros em todas as unidades federativas do Brasil (Alagoas, Amapá, Amazonas, Bahia, Ceará, Distrito Federal, Espírito Santo, Goiás, Maranhão, Mato Grosso, Mato Grosso do Sul, Minas Gerais, Paraná, Paraíba, Pará, Pernambuco, Piauí, Rio Grande do Norte, Rio Grande do Sul, Rio de Janeiro, Rondônia, Roraima, Santa Catarina, Sergipe, São Paulo e Tocantins), exceto o Acre, nos biomas da Amazônia, Caatinga, Cerrado, Mata Atlântica, Pampa e Pantanal.
Em termos hidrográficos, o tico-tico-do-campo está presente nas sub-bacias do Araguaia, do Contas, do Doce, da foz do Amazonas, do Grande, do Guaíba, do Gurupi, do Ibicuí, do Iguaçu, do Itapecuru, do Itapecuru, do Paraguaçu, do Jaguaribe, do Jequitinhonha, do litoral do Amapá, Alagoas, Pernambuco, Paraíba, Bahia, Espírito Santo, Ceará, Piauí, Rio de Janeiro, São Paulo, Rio Grande do Sul, Sergipe, Paraná e Santa Catarina, do Madeira, do Mearim, do Negro, do Negro, do Paraguai 01, 02 e 03, do Paranapanema, do Paranaíba, do Paraná RH1, do Paraíba, do Paraíba do Sul, do Alto, Médio e Baixo Parnaíba, do Paru, do Piranhas, do Solimões, do Alto Médio, Submédio e Baixo São Francisco, do Tapajós, do Tietê, do Alto e Baixo Tocantins, do Trombetas, do Alto e Médio Uruguai e do Xingu.
O tico-tico-do-campo ocorre até 1 300 metros de altitude e habita campos altos, savanas, cerrados, pampas mais secos ou úmidos o suficiente para abrir ciperáceas (Cyperus articulatus), pastagens e outras áreas agrícolas com bordas de campos gramados. Não prospera em áreas onde há subrepastoreio e grama muito curta.

## Ecologia
O tico-tico-do-campo não aparenta ser migrante em boa parte de sua área de distribuição, exceto no centro da Argentina, onde realiza uma migração de curta distância, e no Pantanal brasileiro nos períodos de cheia, pois o alagamento dos campos diminui sua área de forrageamento e nidificação. Forrageia exclusivamente no solo e se alimenta de sementes, larvas e insetos, especialmente durante a época de reprodução. Os adultos se especializam em sementes de gramíneas e usam os pés para arrancar as gramíneas mais altas, permitindo-lhes alimentar-se delas enquanto estão no solo. Canta sobre caules altos, postes de cerca ou arbustos, e seu canto é lamentoso, musical e doce, embora agudo e relativamente fraco (mas em manhãs frias com pouca circulação de ar, propaga-se por longas distâncias). Sua vocalização começa com uma nota mais doce e longa (às vezes 2), depois notas curtas e vibrantes, e termina com um trinado leve e longo, geralmente com uma leve queda de tom, sweep–siip tzzt tk treeeeeeeee. Registraram-se variações individuais e elementos médios bastante vibrantes em algumas variantes, mas com padrão semelhante em toda a extensão. Seu chamado é um agudo e fluido tiip.

### Reprodução

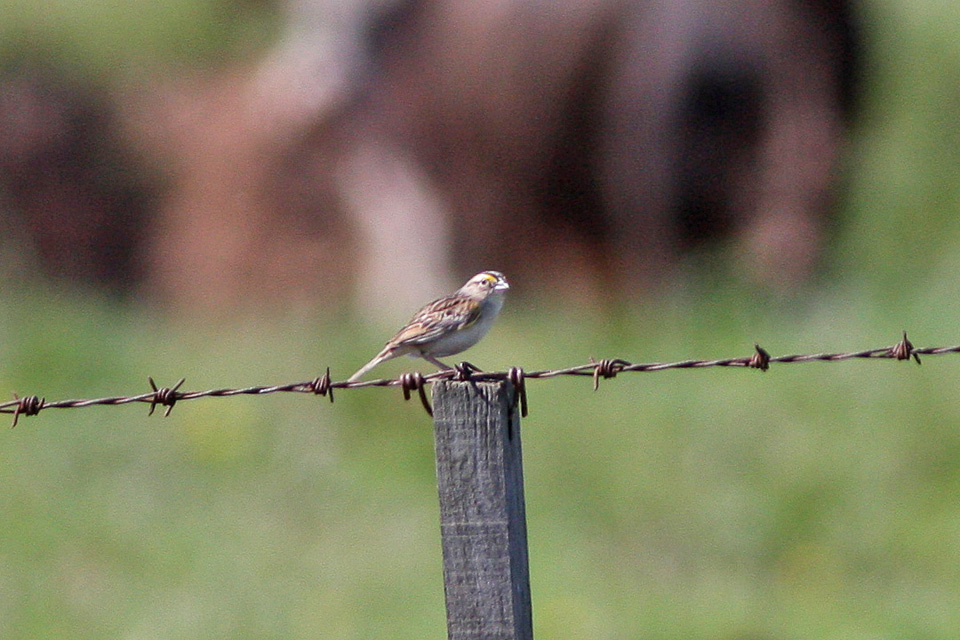
Espécime avistado empoleirado numa cerca em 2008 em Corrientes, na Argentina

A nidificação do tico-tico-do-campo ocorre no solo. A época de reprodução ocorre entre abril a agosto no norte e de setembro a fevereiro no sul. O ninho é construído pelo casal na base das touceiras de capim utilizando folhas de gramíneas e galhos de arbustos. O formato do ninho é de cúpula, com oito centímetros de diâmetro externo e uma entrada com cinco centímetros de diâmetro, em média. A fêmea põe entre dois a quatro ovos. O formato é ovoide, a cor é branca e medem cerca de 19,5 milímetros de comprimento. Apenas a fêmea choca os ovos. A coloração críptica de sua plumagem ajuda a camuflar o ninho. Durante a incubação, o macho permanece sempre próximo ao ninho, normalmente empoleirado e cantando. O período de nidificação e de incubação são relativamente pequenos, 10,5 e 11 dias respectivamente.
Após a eclosão dos ovos, macho e fêmea alimentam os filhotes trazendo larvas e insetos no bico e se aproximando do ninho sempre caminhando entre as touças e piando antes de entrar. Quando a fêmea está no ninho, o macho, ao se aproximar, emite um chamado e agita as asas semiabertas para que ela se afaste e ele possa assim alimentá-los. Para alimentar os filhotes, os pais também coletam grãos no solo, retiram suas cascas e os engolem para regurgitá-los para eles. O casal também retira os excrementos do ninho com os bicos, levando-os para longe. Os filhotes emitem dois tipos de chamados: um lento e baixo quando os pais não estão por perto; outro mais alto e mais rápido, quando eles vem alimentá-los. Se o ninho é ameaçado, os pais podem mostrar alguns comportamentos de distração: caminhar com as asas entreabertas e abaixadas; agachar ou se arrastar com as asas, próximos ao predador para chamar sua atenção; emitir chamados contínuos e gritos de alarme; apenas emitir gritos de alarme.
A maior causa do fracasso dos filhotes é a predação. Os predadores são aves, répteis e mamíferos. A altura do capim e sua densidade parecem influenciar não só a taxa de sobrevivência dos filhotes, como também o número potencial de ninhos por área. A idade dos filhotes também parece influenciar o risco de predação. Com os filhotes aptos a deixar o ninho, a mãe sai como que para buscar alimento e retorna sem alimentá-los diversas vezes. O comportamento é repetido até que os filhotes saiam do ninho, para serem alimentados do lado de fora. Do lado de fora, são alimentados e posteriormente ensinados a coletar os grãos e a caçar as larvas e os insetos, sempre nas proximidades do ninho.

## Conservação

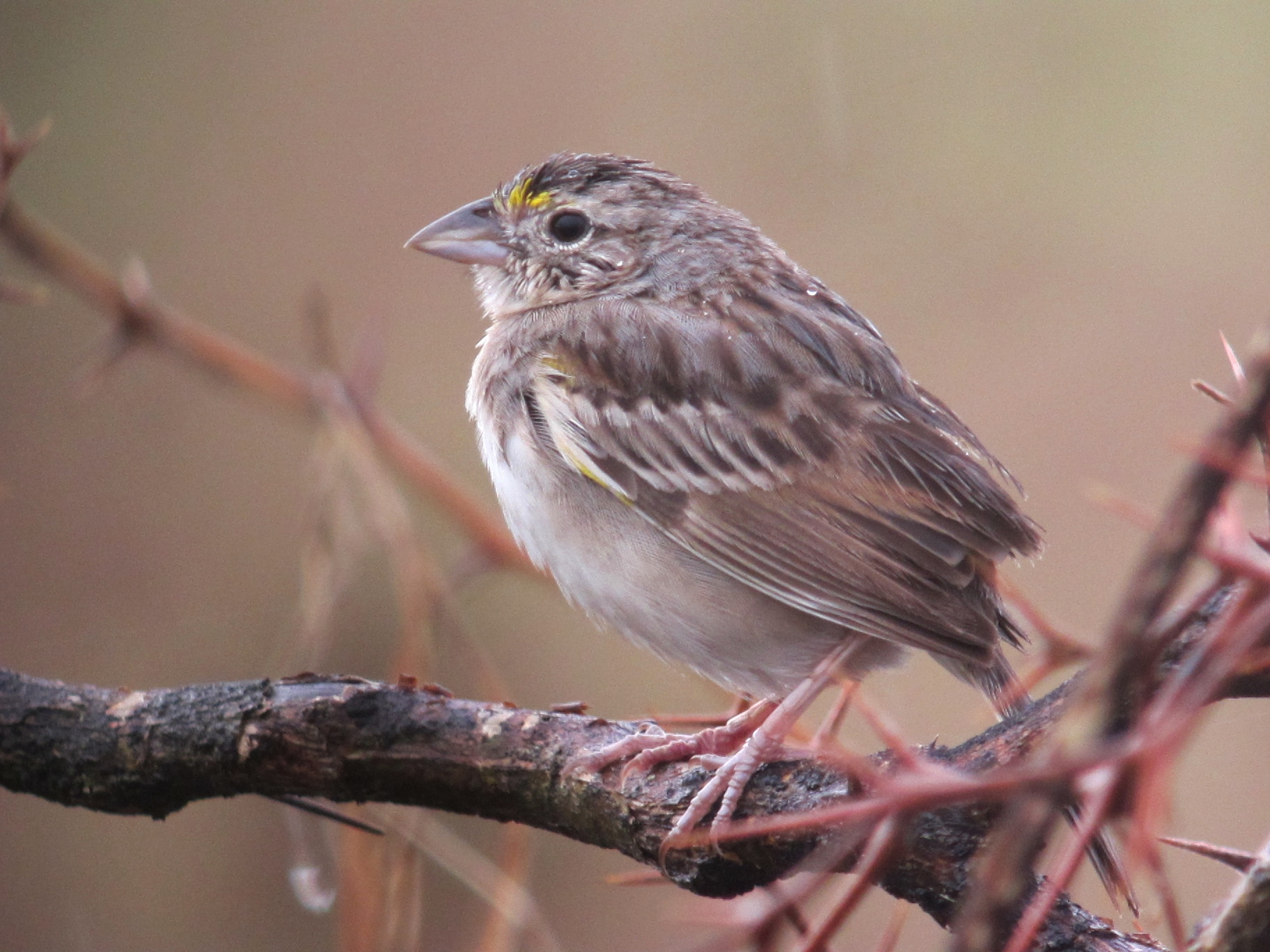
Espécime avistado em 2011 em Villavieja, em Huila, na Colômbia

A União Internacional para a Conservação da Natureza (UICN) classifica o tico-tico-do-campo como pouco preocupante (LC), pois ocorre numa distribuição extremamente grande e não se aproxima dos limiares para Vulnerável sob o critério de tamanho de distribuição (segundo a IUCN, extensão de ocorrência < 20 mil quilômetros quadrados combinada com um tamanho de distribuição decrescente ou flutuante, extensão/qualidade do habitat ou tamanho populacional e um pequeno número de locais ou fragmentação severa). Sabe-se que suas populações estão em tendência decrescente, mas o declínio não é suficientemente rápido para se aproximar dos limiares para vulnerável (> 30% de declínio ao longo de dez anos ou três gerações) e sua população é muito grande, o que igualmente descaracteriza a classificação como vulnerável (< 10 mil indivíduos maduros com um declínio contínuo estimado em > 10% em dez anos ou três gerações, ou com uma estrutura populacional especificada). O tamanho da população global do tico-tico-do-campo não foi quantificado, mas é assumido que esteja estável. No Brasil, o tico-tico-do-campo foi classificado como pouco preocupante (LC) no Livro Vermelho da Fauna Ameaçada de Extinção no Estado de São Paulo de 2009 e na Lista Vermelha do Livro Vermelho da Fauna Brasileira Ameaçada de Extinção do Instituto Chico Mendes de Conservação da Biodiversidade (ICMBio) de 2018. Em 2021, foi mencionado na Lista de Aves do Ceará.

### Áreas de conservação
No Brasil, a espécie ocorre em várias áreas de conservação:
Áreas de Proteção Ambiental (APA)
- Baía de Camamu
- Baía de Todos os Santos
- Costa de Itacaré/Serra Grande
- Bacia do Rio Macacu
- Bacia Hidrográfica do Rio Machado
- Baixada Maranhense
- Chapada dos Guimarães
- Serra de Baturité
- Reentrâncias Maranhenses
- Murici
- Upaon-Açu/Miritiba/Alto Preguiças
- Arquipélago do Marajó
- Banhado Grande
- Iraí
- Itacuru
- Lago de Tucuruí
- Rio Guandu
- Rio Pacoti
- Rio Preto
- Dunas e Veredas do Baixo-Médio São Francisco
- Escarpa Devoniana
- Fernão Dias
- Ilha do Bananal/Cantão
- Jalapão
- João Leite
- Lagoa Encantada
- Lago de Sobradinho
- Ponta da Baleia/Abrolhos
- Pouso Alto
- Santo Antônio
- Serra Branca/Raso da Catarina
- Serra de São José
- Sul-RMBH

Estações Ecológicas
- Santa Bárbara
- Veracel

Parques Estaduais (PE)
- Cantão
- Grão Mogol
- Mata Seca

Refúgios de Vida Silvestre (RVS)
- Libélulas da Serra de São José

Reservas Biológicas (Rebio)
- Mato Grande

Reservas de Desenvolvimento Sustentável (RDS)
- Ponta do Tubarão

Reservas Particulares do Patrimônio Natural (RPPN)
- Adília Paraguassu Batista
- Água Boa
- Água Bonita
- Aldeia Ekinox
- Alegrete
- Araçari
- Área de Proteção do Reservatório de Juramento
- Bela Vista
- Brejo Novo
- Cachoeira Boa Vista
- Cachoeira do Cerradão
- CEC/Tinguá
- Ceflusmme
- Chácara Mangueiras
- Chakra Grisu
- Córrego dos Bois
- Dos Feixos
- El Nagual
- Estância Jatobá
- Estância Santa Inês
- Fattoria Grigia
- Fazenda Almas
- Fazenda América
- Fazenda Araucária
- Fazenda Arco-Íris
- Fazenda Arruda
- Fazenda Barra do Pirapetinga
- Fazenda Barra do Sana
- Fazenda Boa Ventura
- Fazenda Bom Jardim
- Fazenda Cachoeira
- Fazenda Caetano
- Fazenda Capão Bonito
- Fazenda Chacrinha
- Fazenda Coqueiros
- Fazenda Cruzeiro
- Fazenda Curupira
- Fazenda da Serra
- Fazenda Estância Dorochê
- Fazenda Limeira
- Fazenda Macedônia
- Fazenda Margarida
- Fazenda Mata Funda
- Fazenda Não Me Deixes
- Fazenda Olho D'água do Urucu
- Fazenda Palmeiras
- Fazenda Palmira
- Fazenda Panema
- Fazenda Paraíso
- Fazenda Piabas
- Fazenda Pioneira
- Fazenda Primavera
- Fazenda Relógio Queimado
- Fazenda Ressaca
- Fazenda San Michele
- Fazenda Santa Beatriz do Carnijó
- Fazenda Santa Clara
- Fazenda Santa Cristina
- Fazenda Santa Izabel
- Fazenda Santa Luzia
- Fazenda Santo Antônio do Pindaré – Gleba Barra da Jurema
- Fazenda São Geraldo
- Fazenda Serrinha
- Fazendinha
- Floresta Negra – Parque Natural para Estudos, Pesquisa e Educação Ambiental
- Gleba O Saquinho de Itapirapuá
- Gralha-Azul
- Granja São Roque – Reserva do Paredão
- Itajurú ou Sobrado
- Jornalista Antenor Novaes
- Jubran
- Juerana
- Lagoa do Peixe
- Lote Cristalino
- Lote Urbano
- Marvão
- Mato Grosso
- Mato Virgem do Lagradouro
- Meandros II
- Morro das Aranhas
- Morro do Curussu Mirim
- Nadir Júnior
- Parque Natural Leonildo Ferreira 1
- Rancho 55-I
- Rancho Mira-Serra
- Reserva Ambiental de Educação e Pesquisa Banana Menina
- Reserva Boca da Mata
- Reserva Cabanos
- Reserva do Caraguatá III
- Reserva Ecológica Amadeu Botelho
- Reserva Ecológica da Mata Fria
- Reserva Ecológica Maurício Dantas
- Reserva Natural Brejo
- Reserva Particular Professor Delmar Harry dos Reis
- Reserva Santa Mônica
- Reserva Santuário de Vida Silvestre Pousada das Araras
- Reserva Serra das Almas
- Retiro Boa Esperança
- Rio Bonito
- Rio dos Pilões
- Seringal Assunção
- Sítio Capuavinha
- Sítio do Cantoneiro
- Sítio Curucutu
- Sítio do Jacu
- Sítio Estrela Dalva
- Sítio Grimpas
- Sítio Palmital
- Sítio Raio Solar
- Sítio Ryan
- Sítio São Domingos / Agartha
- Sítio São Francisco
- Usina Maurício
- Voturuna II

Outras áreas
- Ilhas da Tapera/São Félix/Porto Munduruku
- Parque do Tumucumaque
- Raposa Serra do Sol
- São Marcos – RR